# 根岸武香

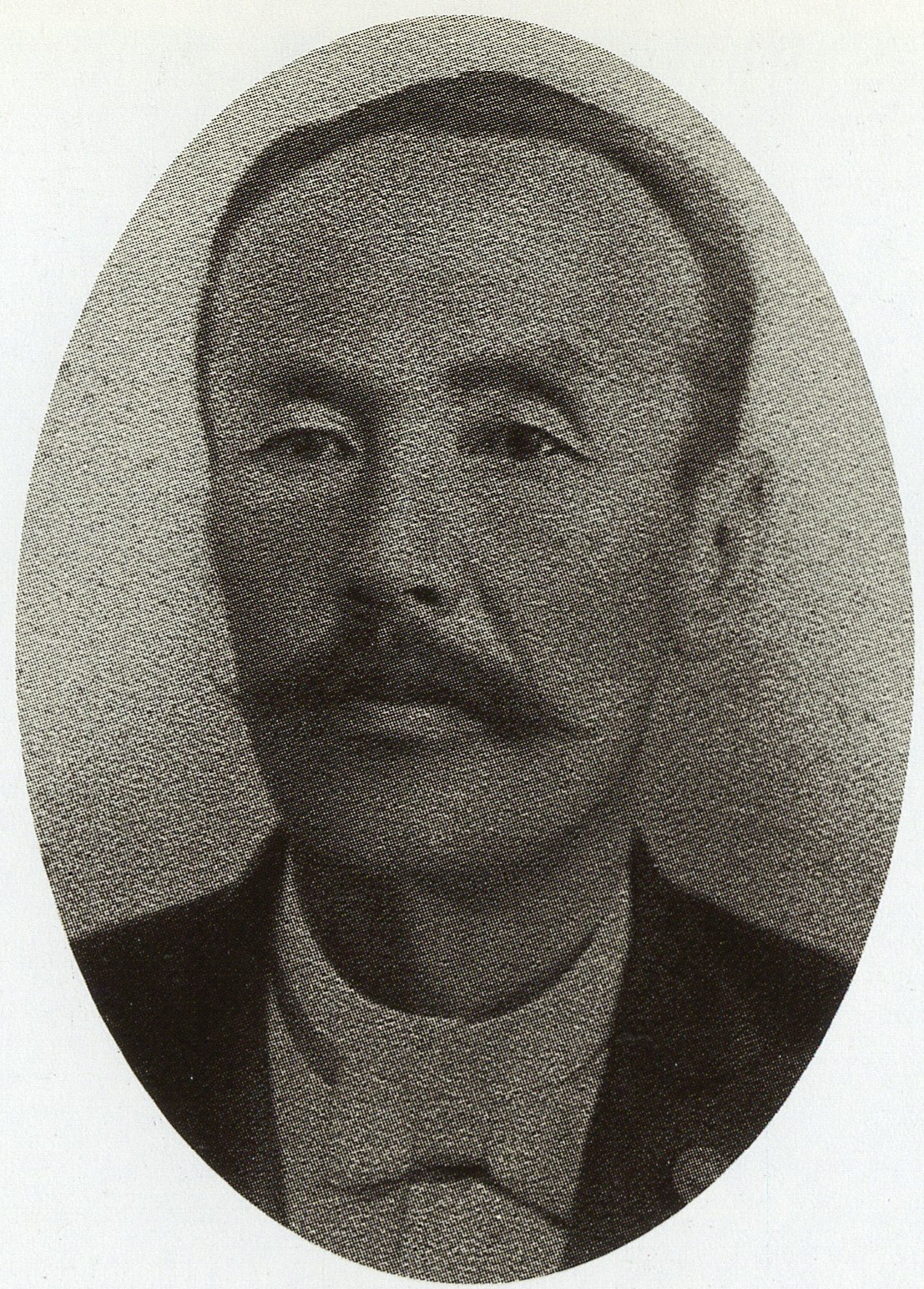
根岸武香

根岸 武香（ねぎし たけか、天保10年5月15日（1839年6月25日） - 明治35年（1902年）12月3日）は、武蔵国大里郡冑山村（現在の熊谷市）出身の政治家、郷土史家。 幼名「新吉」、後に「伴七」と改めた。父は根岸友山。孫 根岸憲助の妻は横川重次妹。娘の岳父は雨宮敬次郎。

## 略歴
剣道を千葉周作、和漢学を寺門静軒、安藤野雁に学ぶ。明治12年（1879年）に埼玉県会開設と共に同議員に選出されて副議長となり、翌明治13年（1880年）から14年（1881年）まで第2代議長、明治23年（1890年）から25年（1892年）まで第10代議長を務め、明治27年（1894年）10月10日には補欠選挙で貴族院多額納税者議員に選出され、1897年（明治30年）9月28日まで在任した。また埼玉農工銀行等の監査役を務めた。
考古学や歴史学にも造詣が深く坪井正五郎らと親交があり、吉見百穴の発掘に参加し保存に努めると共に、これを世間に紹介した。更に埼玉県内の出土品を帝室博物館に委託する事業も行った。また1931年には自身の収集した書籍類を「冑山文庫」として帝国図書館に寄贈した。
明治17年（1884年）にはかつて江戸幕府が編纂した新編武蔵風土記稿を出版し、発行人として刊行に務めた。
1902年（明治35年）に東京湯島の別邸で死去、享年64。
1912年（大正元年）、正五位を追贈された。